# رنو آوانتایم
رنو آوانتایم (به انگلیسی: Renault Avantime) یک گرند تورر است که توسط شرکت فرانسوی رنو به بازار عرضه شده‌است، بین سال‌های ۲۰۰۱ و ۲۰۰۳ توسط ماترا طراحی و تولید شده‌است. به‌عنوان یک طرح یک جعبه بدون ستون‌های بی، توسط پاتریک لو کوئمنت طراحی شده‌است. آوانتایم عناصر طراحی مینی‌ون، استیشن واگن یا شوتینگ بریک را با سبک کوپه ۲+۲ و عناصر کانورتیبل ترکیب کرد.
نام "Avantime" از کلمه فرانسوی "Avant" (به معنی "پیش از پیش") و کلمه انگلیسی "time" است - که دومی به جای تلفظ فرانسوی /ti:m/ از تلفظ انگلیسی /taɪm/ استفاده می‌کند.